# Gâdinți
Gâdinți è un comune della Romania di 2 621 abitanti, ubicato nel distretto di Neamț, nella regione storica della Moldavia. 
Gâdinți è divenuto comune autonomo nel corso del 2004, staccandosi dal comune di Sagna.